# Дубів
Дубів (пол. Dębów) — село в Польщі, у гміні Ґаць Переворського повіту Підкарпатського воєводства.
Населення — 1226 осіб (2011).

## Розташування
Село знаходиться за 7 км на схід від адміністративного центру ґміни села Гать, за 5 км на південний захід від адміністративного центру повіту Переворська і за 32 км на схід від адміністративного центру воєводства Ряшева.

## Історія
Вперше село згадане в 1394 р., коли Ян з Тарнова подарував Дубів монастирю Ордену Святого Гробу Господнього з Переворська. Надалі було півтисячоліття латинізації та полонізації українців лівобережного Надсяння.
Село згадується в податкових реєстрах Перемишльської землі Руського воєводства 1515 р. (село переворського ключа, у землевласника Миколи 4 лани оброблюваної і 1 лан необроблюваної землі, у землевласника Івана — 5 ланів) і 1589 р. (у землевласника Костянтина Корнякта 3 лани землі та загородники на 3 і 1/2 лану, корчма і 3 коморники з худобою; у землевласника Мартина Дембовського — 7 ланів, корчма, 4 вільні загородники і загородники на 4 і 1/2 лану,  4 коморники з худобою і 7 без неї).
Відповідно до «Географічного словника Королівства Польського» в 1881 р. Дубів знаходився в Ланцутському повіті Королівства Галичини і Володимирії Австро-Угорщини, було 97 будинків і 594 мешканці.
Шематизмами Перемишльської єпархії до 1918 р. фіксувалась наявність українців-грекокатоликів у селі, які належали до парохії Миротин Каньчуцького деканату Перемишльської єпархії.
У 1919-1939 рр. село входило до ґміни Переворськ Переворського повіту Львівського воєводства Польщі.
У 1975-1998 роках село належало до Перемишльського воєводства.

## Демографія
Демографічна структура станом на 31 березня 2011 року:
|          | Загалом | Допрацездатний вік | Працездатний вік | Постпрацездатний вік |
| -------- | ------- | ------------------ | ---------------- | -------------------- |
| Чоловіки | 615     | 148                | 402              | 65                   |
| Жінки    | 611     | 125                | 358              | 128                  |
| Разом    | 1226    | 273                | 760              | 193                  |